# Simcoe-Nord (circonscription provinciale)
Circonscription électorale provinciale du Canada
Simcoe-Nord ((en) Simcoe North) est une circonscription provinciale de l'Ontario représentée à l'Assemblée législative de l'Ontario depuis 1999.
Une circonscription nommée Simcoe-Nord a également existé au début de la Confédération canadienne en 1867 jusqu'en 1874.

## Géographie
La circonscription se situe au nord de Toronto, entre la baie Georgienne du lac Huron et le lac Simcoe. Elle est constituée de la partie nord du comté de Simcoe, dont les villes d'Orillia et de Penetanguishene.
Les circonscriptions limitrophes sont Haliburton—Kawartha Lakes—Brock, York—Simcoe, Barrie—Springwater—Oro-Medonte, Simcoe—Grey et Parry Sound—Muskoka.

## Historique
| Législature                                                   | Années        | Député | Député                                | Parti                                 |
| ------------------------------------------------------------- | ------------- | ------ | ------------------------------------- | ------------------------------------- |
| Simcoe-Nord                                                   |               |        |                                       |                                       |
| 1re                                                           | 1867-1871     |        | William Lount                         | Libéral                               |
| 2e                                                            | 1871-1874     |        | William Davis Ardagh                  | Progressiste-conservateur             |
| Circonscription dissoute                                      |               |        |                                       |                                       |
| Circonscription recréée de Simcoe-Est et Muskoka–Georgian Bay |               |        |                                       |                                       |
| 37e                                                           | 1999-2003     |        | Garfield Dunlop (en)                  | Progressiste-conservateur             |
| 38e                                                           | 2003-2007     |        | Garfield Dunlop (en)                  | Progressiste-conservateur             |
| 39e                                                           | 2007-2011     |        | Garfield Dunlop (en)                  | Progressiste-conservateur             |
| 40e                                                           | 2011-2014     |        | Garfield Dunlop (en)                  | Progressiste-conservateur             |
| 41e                                                           | 2014-2015     |        | Garfield Dunlop (en)                  | Progressiste-conservateur             |
| 41e                                                           | 2015-2015     |        | vacant (démission de Garfield Dunlop) | vacant (démission de Garfield Dunlop) |
| 41e                                                           | 2015-2018     |        | Patrick W. Brown                      | Progressiste-conservateur             |
| 41e                                                           | 2018-2018     |        | Patrick W. Brown                      | Indépendant                           |
| 42e                                                           | 2018-2022     |        | Jill Dunlop                           | Progressiste-conservateur             |
| 43e                                                           | 2022–2025     |        | Jill Dunlop                           | Progressiste-conservateur             |
| 44e                                                           | 2025–en cours |        | Jill Dunlop                           | Progressiste-conservateur             |

## Circonscription fédérale
Depuis les élections provinciales ontariennes du 4 octobre 2007, l'ensemble des circonscriptions provinciales et des circonscriptions fédérales sont identiques.